# Зак Райдер
Мэттью Бретт Кардо́на (англ. Matthew Brett Cordona, род. 14 мая 1985, Мэррик, Нью-Йорк) — американский рестлер, в настоящее время выступающий в Impact Wrestling. Он также выступает в Game Changer Wrestling, где он является бывшим чемпион мира GCW и телевизионным чемпионом ECW, и в National Wrestling Alliance, где он является бывшим чемпионом мира NWA в тяжёлом весе. Он наиболее известен по выступлениям с 2005 по 2020 год в WWE под именем Зак Райдер (англ. Zack Ryder).
Кардона дебютировал в рестлинге в 2004 году в команде с Куртом Хокинсом на независимой сцене. В следующем году они подписали контракт с WWE и дебютировали в основном ростере в 2007 году. После распада команды в 2009 году он выступал на бренде ECW до 2010 года, после чего стал редко появляться на телевидении. В 2011 году он запустил веб-сериал на YouTube, в котором провозгласил себя «интернет-чемпионом WWE»; это, наряду с творческим использованием социальных сетей, помогло ему создать значительное число поклонников. За время своей работы в WWE Кардона дважды становился обладателем титула интерконтинентального чемпиона WWE и чемпиона Соединённых Штатов WWE, а также командного чемпиона WWE Raw вместе с Хокинсом.
Кардона был уволен из WWE в апреле 2020 года, а в июле того же года под своим настоящим именем на короткое время перешел в All Elite Wrestling (AEW). После завершения контракта с AEW в сентябре Кардона стал свободным агентом и стал выступать в Impact Wrestling, дебютировав на шоу Hard To Kill в январе 2021 года.

## Карьера в рестлинге

### World Wrestling Entertainment/WWE (2005—2020)

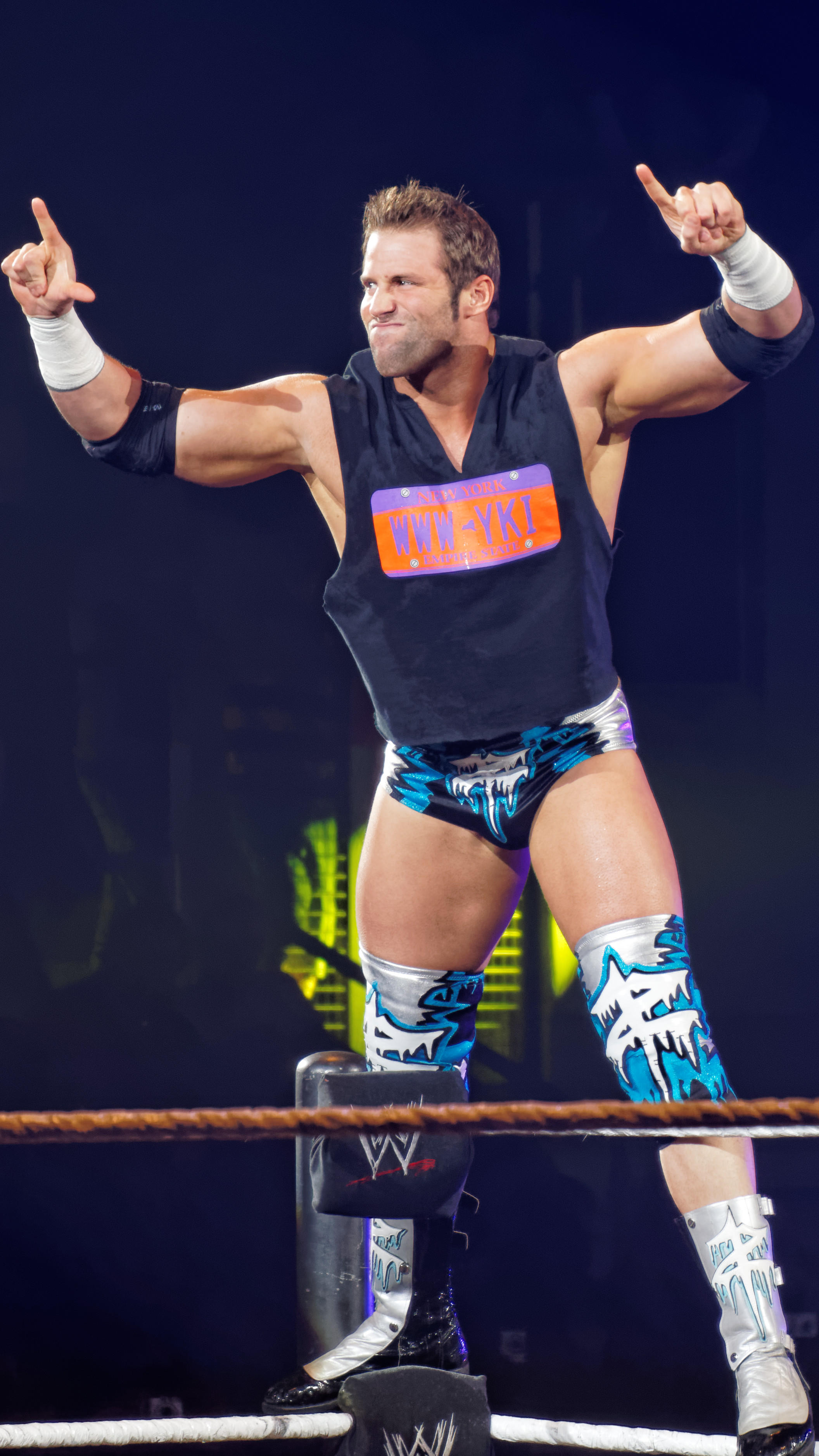
Зак Райдер в 2014 году

15 апреля 2020 года Райдер был освобожден от контракта c WWE в рамках сокращения бюджета в связи с пандемией COVID-19, что положило конец 15-летнему пребыванию Райдера в компании.

### All Elite Wrestling (2020)
После ухода из WWE Кардона начал работать с All Elite Wrestling под своим настоящим именем. Его дебют состоялся 29 июля 2020 года на шоу Dynamite, когда он спас Коди от нападения Алекса Рейнольдса и Джона Сильвера из «Темного порядка». Его дебют на ринге состоялся 5 августа в эпизоде Dynamite, когда он в команде с Коди победил Рейнольдса и Сильвера. 5 сентября на шоу All Out он вместе с Дастином Роудсом, QT Маршаллом и Скорпио Скаем в восьмиместном командном матче победил Мистера Броди Ли, Кольта Кабану, Злого Уно и Стю Грейсона из «Темного порядка», и это был его последний матч в компании, так как стало известно, что он больше не имеет контракта с AEW.

### Impact Wrestling (2021—н.в.)
Дебютировал в Impact Wrestling 16 января 2021 года на шоу Hard To Kill, где победил Эйса Остина по дисквалификации.

### National Wrestling Alliance (2021—н.в.)
4 декабря 2021 года на шоу NWA Hard Times 2 Кардона дебютировал в NWA, атаковав чемпиона мира NWA в тяжёлом весе Тревора Мердока после его матча с Майком Ноксом. 12 февраля 2022 года на шоу NWA PowerrrTrip Кардона победил Мердока и стал новым чемпионом мира NWA в тяжёлом весе.

## В других медиа
Каждую неделю Мэтт Кардона под своим ринговым именем выпускает в Youtube своё шоу Z! True Long Island Story. Максимальное количество просмотров эпизодов на данный момент составляет 500 000 просмотров, что является относительно небольшим результатом. Однако Райдер значительно обошёл по популярности своих коллег по рингу. В их числе видеоблог Курта Хоукинса и Дэниеля Брайана. После запуска этого шоу Зак Райдер стал самым «продаваемым» рестлером WWE после звёзд первого плана.

## Личная жизнь
В интервью журналу WWE Magazine Мэтт рассказал, что во время обучения в старших классах школы у него диагностировали рак, и ему пришлось пропустить целый учебный год ради прохождения лечения, но он сумел побороть болезнь.
Кардона проживает в Орландо, Флорида. Он начал встречаться с канадским рестлером Челси Грин в январе 2017 года, и 4 апреля 2019 года они обручились. Они поженились 31 декабря 2021 года в Лас-Вегасе.

## Титулы и достижения
- Absolute Intense Wrestling
  - Абсолютный чемпион AIW (1 раз)[13][14]
  - Интенсивный чемпион AIW (1 раз)[13][15]
- Deep South Wrestling
  - Командный чемпион DSW (2 раза) — с Брайаном Мейджорсом
- Game Changer Wrestling
  - Чемпион мира GCW (1 раз)[16]
  - Телевизионный чемпион мира ECW (1 раз, непризнанный)[17]
- Impact Wrestling
  - Чемпион цифровых медиа Impact (1 раз)[18]
- National Wrestling Alliance
  - Чемпион мира NWA в тяжёлом весе (1 раз)[19]
- New York Wrestling Connection
  - Командный чемпион NYWC (2 раза) — с Брайаном Майерсом
- Ohio Valley Wrestling
  - Южный командный чемпион OVW (1 раз) — с Брайаном Мейджором[20]
- Pro Wrestling Illustrated
  - № 13 в топ 500 рестлеров в рейтинге PWI 500 в 2022[21]
  - Инди-рестлер года (2022)
- World Wrestling Entertainment/WWE
  - Интерконтинентальный чемпион WWE (1 раз)[22][23]
  - Чемпион Соединённых Штатов WWE (1 раз)[24]
  - Командный чемпион WWE (Raw) (2 раза) — с Куртом Хокинсом[25]
  - Интернет-чемпион WWE (1 раз, непризнанный)
  - Slammy Award (3 раза)[26]
    - Самая раздражающая фраза (2010) — Woo Woo Woo You Know It[27]
    - Преображение суперзвезды года (2011)
    - Трендовая суперзвезда года (2011)